# エントゥームド
エントゥームド (Entombed) は、スウェーデン出身のデスメタル・バンド。
母国のデスメタル・シーン創生期から活動し、影響を与えた先駆者として知られている。2014年にバンドが分裂した「エントゥームド A.D.」名義も、この項目で扱う。

## 略歴

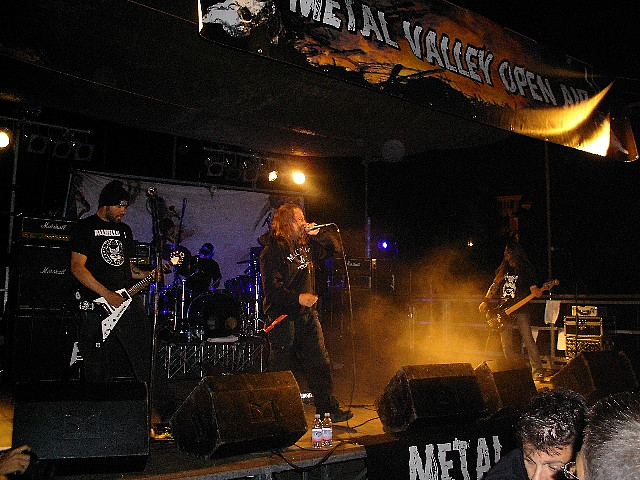
イタリア・ロッシリオーネ公演 (2003年)

1987年、デスメタル・バンド「ニヒリスト (Nihilist)」を結成。1989年、同名バンドの存在を知り「エントゥームド(Entombed)」と改名し再始動。数本のデモを作成後、イギリスのイヤーエイク・レコードと契約。
1990年、ストックホルムのサンライト・スタジオでトーマス・スコッグスベリをプロデューサーに迎えレコーディングを行い、1stアルバム『Left Hand Path』（邦題：顛落(てんらく)への道）をリリースする。アルバムではベースはニッケ・アンダーソン(Ds)とウフェ・セイダールンド(G)が兼任する形となった。
1991年、ラーズ・ローゼンバーグ(B)が加入したが、L-G・ペトロフ(Vo)が脱退してしまいコメコンに加入してしまったので、代わりにニルバーナ2002のボーカリスト、オルヴァル・サフストロムをゲストに迎えシングル『Crawl』をリリース。続いてニッケ・アンダーソン(Ds)がボーカルを兼任する形で2ndアルバム『Clandestine』（邦題：密葬）をリリースすることとなった。その後新ボーカルとして元カーネイジのジョニー・ドルデヴィックを加入させヨーロッパとアメリカをツアーした。
1992年、イヤーエイク・レコードによるパッケージ・ツアー「ゴッズ・オブ・グラインド」をカーカス、カテドラル、コンフェッサーと共に行い、ツアーに合わせてシングル『Stranger Aemons』をリリースした。ジョニー・ドルデヴィックが脱退したのでL-G・ペトロフを再度加入させる事になった。
1993年、ミニアルバム『Hollowman』、次いで3rdアルバム『Wolverine Blues』をリリース。
1994年、ミニアルバム『Out of Hand』をリリース。
1995年、ラーズ・ローゼンバーグ(B)が脱退し、後任にグレイブのユルゲン・スンドストロム(B)が加入した。
1996年、イヤーエイク・レコードを離れ、ミュージック・フォー・ネイションズと契約し、サンライト・スタジオでアルバムのレコーディングを行う。
1997年、3月にミュージック・フォー・ネイションズより4thアルバム『DCLXVI: To Ride, Shoot Straight and Speak the Truth』（邦題：スピーク・ザ・トゥルース!）をリリース。ニッケ・アンダーソンは1995年より活動していたサイド・プロジェクトヘラコプターズに専念するために脱退し、後任にフェイス・ダウンのドラマー、ピーター・スターンヴィンドを迎える。
1998年、プロデューサーに初めてトーマス・スコッグスベリではなく、ダニエル・レイを起用してレコーディングを行い、5thアルバム『Same Difference』をリリース。また、古巣のイヤーエイクから、契約消化のためか1992年にロンドンのアストリアで行われた「ゴッズ・オブ・グラインド」ツアーのファイナル公演を記録したライブアルバム『Monkey Puss』がCDとビデオでリリースされる。ビデオはその後2001年にPVを加えてDVDとして発売された。またこの年に初来日公演を行う。
1999年、マンズ・ルーイン・レコードよりミニアルバム『Black Juju』をリリース。2000年、初のセルフ・プロデュース作となる6thアルバム『Uprising』をリリース。
2001年、7thアルバム『Morning Star』をリリース。
2002年、2月15日からスウェーデン、ストックホルムのロイヤル・オペラ・ハウスでロイヤル・バレエ団との公演が8回行われ大盛況を迎えた。
2003年、8thアルバム『Inferno』をリリース。2004年、2002年3月1日にスウェーデン、ストックホルムのロイヤル・オペラ・ハウスで行われたロイヤル・バレエ団の公演が『Unreal Estate』としてリリースされた。
2006年に、初期メンバーのウフェ・セイダールンド(G)、更にユルゲン・サントストロム(B)、ピーター・スターンヴィンド(Ds)の3名が脱退し、ニコ・エルグストランド(B)、オーレ・ダールステッド(Ds)が加入。
2007年に、9thアルバム『Serpent Saints - The Ten Amendments』をリリース。
2010年に、ニコ・エルグストランドがギターに転向し、ヴィクトル・ブラント(B)が加入した。

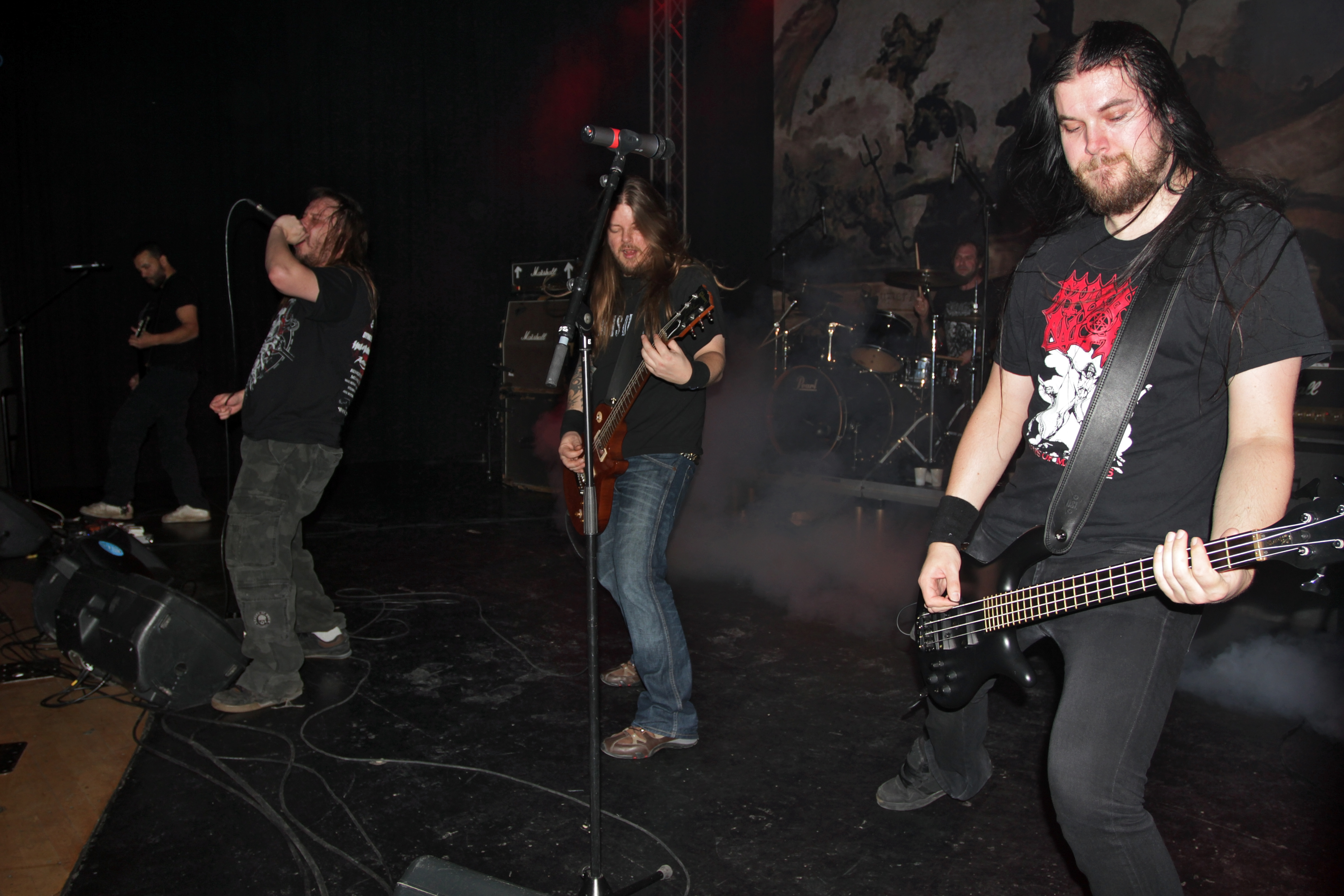
スウェーデン・ボルレンゲ公演 (2011年12月)

2013年にセンチュリー・メディア・レコードに移籍し、10thアルバム『Back to the Front』をリリースする予定だったが、「予測不可能な技術的問題」発売が延期された。
2014年1月、アレックス・ヘリッド(G)と、L-G・ペトロフ(Vo)側4名で分裂。バンド名がオリジナル・メンバー4名に所有権があるため、ペトロフ側は名義を「エントゥームド A.D.」(Entombed A.D.)に変更して活動開始。10thアルバムになる予定だった『Back to the Front』には、元々アレックスは参加しておらず、エントゥームド A.D.名義でリリースされた。アレックス側のエントゥームドは、活動を停止する。
2016年、エントゥームド A.D.2ndアルバム『Dead Dawn』をリリース。アレックス側にウフェ・セイダールンド(G)とニッケ・アンダーソン(Ds)が復帰し、オリジナル・メンバー3名で活動を再開。
2020年8月、L-G・ペトロフ(Vo)が胆管癌と診断される。
2021年3月7日、L-G・ペトロフ(Vo)が闘病の末、49歳で死去。

## 変遷
最初の2枚のアルバムはストックホルムのサンライト・スタジオでトーマス・スコッグスベリをプロデューサーに迎え、共にレコーディングを行い、チリチリとした高音のギターサウンドが特徴的なスウェディッシュ・メタルのサウンドをディスメンバーらと共に確立させ世界中に影響を与えた。今でも北欧デスメタルと言えば当時の彼らのようなサウンドのことを指すことが多い。
その後のロックンロールにデスメタルのエッジを加えたかのようなサウンドに変化し、デス・エン・ロール（Death 'N' Roll）と呼ばれるようになった。ドラムのニッケ・アンダーソンが脱退後の5thアルバム『Same Difference』ではオルタナティブ・ロック寄りのサウンドになったが、6thアルバム『Uprising』より再びモーターヘッドばりの暴走デス・エン・ロールに回帰した。
また、2002年にはスウェーデン、ストックホルムのスウェーデン王立歌劇場でスウェーデン王立バレエ団とエントゥームドが競演するという公演が8回行われ大盛況を迎えた。これはエントゥームドがバレエ公演用の曲を演奏するのではなく、エントゥームドの曲（勿論デスボイスで歌っている）に合わせてバレエ団が踊るという大変実験的なものであったらしい。この公演の様子は『Unreal Estate』としてCDでリリースされている。

## 備考
- 2ndアルバム『Clandestine』（邦題：密葬）はクレジット上ではボーカルはジョニー・ドルデヴィックとなっているが、実際にボーカルを務めたのはドラムのニッケ・アンダーソンである。
- 3rdアルバム『Wolverine Blues』のアメリカ盤は初回限定としてX-メンのウルヴァリンが主人公のマーベル・コミック社製作のコミックがついていた。
- 3rdアルバム『Wolverine Blues』は日本で当時テレビ東京系列で放映されていたアニメ版X-メンのCM枠でアルバムの宣伝がトイズ・ファクトリーより行われていた。

## メンバー

### 現ラインナップ
- アレックス・ヘリッド Alex Hellid - ギター (1987- )
- ウフェ・セイダールンド Uffe Cederlund - ギター (1987–2005, 2016- )
- ニッケ・アンダーソン Nicke Anderson - ドラムス (1987–1997, 2016- )
ヘラコプターズに在籍。2005年にはオールド・スクール デスメタルプロジェクトデス・ブレスを結成した。

|  |  |

エントゥームド A.D.名義 (2014- )
- L-G・ペトロフ Lars-Göran Petrov - ボーカル (1987-1991, 1992- ) 一時脱退時はコメコンに在籍。
- ニコ・エルグストランド Nico Elgstrand - ギター (2006- ) 2006年から2010年まではベースを担当。2010年からギターに転向。
- ヴィクトル・ブラント Victor Brandt - ベース (2010- )
- オーレ・ダールステッド Olle Dahlstedt - ドラムス (2006- )

|  |  |  |  |

### 旧メンバー
ニヒリスト名義
- リーフ・カズナー Leif "Leffe" Cuzner - ギター (1987-1989)
- ジョニー・ヘッドルンド Johnny Hedlund - ベース (1987-1989) 脱退後アンリーシュドを結成。

エントゥームド名義
- デイヴィッド・ブロムクイスト David Blomqvist - ギター (1989) 元カーネイジ。後にディスメンバーでも活動。
- ジョニー・ドルデヴィック Jonny Dordevic - ボーカル (1991-1992) 元カーネイジ。脱退後スピリチュアル・ベガーズに加入。
- ラーズ・ローゼンバーグ Lars Rosenberg - ベース (1991-1995) 脱退後はセリオンに加入。
- ユルゲン・サンドストロム Jörgen Sandström - ベース (1995-2006) 元グレイヴ、ほか。
- ピーター・スターンヴィンド Peter Stjärnvind - ドラムス (1997-2006) 元フェイス・ダウンに在籍。

## ディスコグラフィ

### アルバム
- 1990年 Left Hand Path（邦題：顛落(てんらく)への道）
- 1991年 Clandestine（邦題：密葬 ）
- 1993年 Wolverine Blues
- 1997年 DCLXVI: To Ride, Shoot Straight and Speak the Truth（邦題：スピーク・ザ・トゥルース!）
- 1998年 Same Difference
- 2000年 Upriging
- 2001年 Morning Star
- 2003年 Inferno
- 2007年 Serpent Saints - The Ten Amendments

エントゥームド A.D.名義
- 2014年 Back to the Front
- 2016年 Dead Dawn
- 2019年 Bowels of Earth

### シングル・ミニアルバム
- 1991年 Crawl
- 1992年 Stranger Aemons
- 1993年 Hollowman
- 1994年 Out of Hand
- 1995年 split w/The New Bomb Tunks
- 1998年 Wreckage
- 1999年 Black Juju
- 2006年 When in Sodom
- 2012年 Amok (2012 Ninetone Version)
- 2012年 When in Sodom Revisited
- 2013年 Candlemass vs. Entombed
- 2013年 Drowned （エントゥームドの楽曲「Drowned」のオリジナルヴァージョンとEvileによるカヴァーヴァージョンのスプリットシングル）

### ライブ
- 1998年 Monkey Puss (Live in London)
- 2004年 Unreal Estate
- 2019年 CLANDESTINE LIVE

### ベスト
- 1996年 Entombed（邦題：埋葬の痕跡）
- 2002年 Prise the Lord, Sons of Satan （カバー集）

### ベスト・コンピレーション
- 1992年 V.A. / Gods of Grind
- 1994年 V.A. / Earplagged（邦題：耳栓）
- 1994年 V.A. / Earplagged2（邦題：耳栓2）
- 1999年 V.A. / Never Give In - Tribute to Bad Brains
- 2000年 V.A. / Power from the North -Sweden Rocks the World-
- 2004年 V.A. / AMP Magazine Presents Volume3: Metal

### ビデオ
- 1998年 Monkey Puss (Live in London)（PV、ライブ）